# Synode des évêques
Cet article concerne la structure de l’Église catholique. Pour les autres significations, voir Synode des évêques (homonymie).
 (décembre 2023).
Motif : D'une part, merci d'utiliser des sources secondaires. D'autre part, merci de bien vouloir respecter le B-A BA des règles typographiques du français, notamment en évitant les majuscules injustifiées.
Le Synode des évêques (en latin : Synodus episcoporum) est une institution permanente de l'Église catholique établie par le pape Paul VI, le 15 septembre 1965, au début de la quatrième et dernière session du concile Vatican II.
C'est un corps consultatif, constitué d'évêques représentant les conférences épiscopales du monde entier et les dicastères du Vatican. Sorte de « concile miniature », il manifeste la collégialité des évêques. Il se réunit périodiquement pour discuter des questions majeures pour l'Église.

## Création
Réhabilitant le concept ancien de synode (assemblée délibérative d'ecclésiastiques mais aussi dans certains cas de laïcs), très présent dans les Églises protestantes mais quelque peu oublié dans l'Église catholique, le pape Paul VI, lors du discours inaugural de la dernière session du concile Vatican II le 14 septembre 1965, fait part de son intention  d’établir le synode des évêques : « Nous avons la joie de partager avec vous l’annonce que, selon le souhait même de ce concile, va être institué un ‘synode des évêques’ qui sera constitué d’évêques nommés en majorité par les Conférences épiscopales, avec notre approbation, et qui sera convoqué par le pape, selon les besoins de l’Église, afin d’apporter ses avis et sa collaboration quand il sera jugé utile au bien-être de l’Église. »
Le motu proprio Apostolica sollicitudo (de) instituant le synode des évêques est promulgué dès le lendemain, 15 septembre.
Le pape François signe le 15 septembre 2018 (jour du 53-ème anniversaire du motu proprio) la constitution apostolique Episcopalis communio réformant le Synode des évêques, qui sera publié le 18 septembre suivant. Cette constitution renforce les enquêtes préliminaires avant le Synode et la rédaction du document final.

## Mission
Les missions du synode des évêques sont définies à l'article 2 du motu proprio précité.
Il a pour mission « d'informer et de conseiller. Il pourra également avoir pouvoir délibératif lorsque ce pouvoir lui sera donné par le Souverain Pontife, auquel il reviendra, dans ce cas, de ratifier la décision du Synode. »
Il est également précisé que « les fins générales du Synode des Évêques sont :
- entretenir une union et une collaboration étroites entre le Souverain Pontife et les évêques du monde entier;
- veiller à ce qu'une information directe et vraie soit donnée sur les situations et les questions relatives à la vie interne de l'Église et à l'action qu'elle doit mener dans le monde d'aujourd'hui;
- faciliter la concordance de vues, du moins sur les points essentiels de la doctrine et sur les modalités de la vie de l'Église. »

## Fonctionnement
Le synode des évêques se réunit sur convocation du pape selon trois formes distinctes :
- les assemblées générales ordinaires ;
- les assemblées générales extraordinaires ;
- les assemblées spéciales.

Les thèmes des assemblées synodales sont suggérés par les prélats ayant vocation à participer au synode en respectant les critères suivants :
- que le thème ait un caractère universel, c’est-à-dire qu’il concerne l’Église tout entière ;
- que le thème ait un caractère d'actualité et d’urgence, dans un sens positif, c’est-à-dire qu’il soit capable de susciter des énergies nouvelles et de faire grandir l’Église ;
- que le thème ait une visée et une application pastorales aussi bien qu’une solide base doctrinale ;
- que le thème soit faisable, en d’autres termes, qu’il puisse vraiment être réalisé.

À l'issue de cette consultation, le Conseil de la secrétairerie générale du synode des évêques présente ses conclusions au pape qui prend la décision finale.
Ce conseil prépare ensuite les lineamenta (grandes lignes), premier document ayant vocation à approfondir et à présenter le thème du synode. Ce document est diffusé aux évêques et conférences épiscopales qui font part de leurs réflexions.
Le Conseil de la secrétairerie générale du synode élabore alors un second document appelé Instrumentum laboris, qui sert de base et de point de référence durant le débat synodal.
Les pères synodaux, désignés par les conférences épiscopales et par le pape, préparent leurs interventions à partir de ces documents et de leur propre expérience.
La session de travail du Synode se déroule en trois phases : 
- durant la première phase, chacun des membres présente aux autres la situation de son Église particulière ;
- les membres du Synode se répartissent par groupes linguistiques - appelés Carrefours (circuli minores) pour approfondir la première phase d'échanges ;
- l'Assemblée synodale procède ensuite à la préparation de propositions et d'un message final qui sont adoptés et publiés en fin de session.

En réponse à ces conclusions, le pape publie une exhortation apostolique post-synodale plusieurs mois après la fin de la session.
Depuis 1971, un Conseil ordinaire de la Secrétairerie générale composé de 12 évêques élus et de trois personnes désignées par le pape, est élu par chaque synode en vue de préparer le suivant. De même, dans la préparation d’une Assemblée spéciale, le pape nomme un groupe d’évêques, principalement du continent et de la région pris en considération, pour constituer des Conseils Pré-Synodaux. Ces conseils se déroulent à partir de la date de la nomination jusqu’au premier jour de l’assemblée synodale.
Jusqu'en 2021, seuls des hommes y avaient le droit de vote. Cette année-là, sœur Nathalie Becquart devient la première femme à en disposer, ayant été nommée sous-secrétaire du synode des évêques.

## Assemblées
Depuis la création des Synodes des évêques, il y a eu:
- seize assemblées générales ordinaires ;
- trois assemblées générales extraordinaires ;
- onze assemblées spéciales.

## Églises orthodoxes
L'équivalent du synode pour les Églises orthodoxes est le sobor, conseil des évêques réunissant conjointement des clercs et des laïcs délégués représentant l'Église.